# イノセンス・オブ・ムスリム
『イノセンス・オブ・ムスリム』（Innocence of Muslims）は、2012年の反イスラムの低予算映画。撮影中のタイトルは『砂漠の戦士』（Desert Warrior）、2012年6月の上映タイトルは『イノセンス・オブ・ビン・ラーディン』（Innocence of Bin Laden）。日本では「イノセンス・オブ・ムスリム」を訳して『無邪気なイスラム教徒』のタイトルで呼ばれることもある。台本・制作・監督はサム・バシルこと、エジプト系アメリカ人でコプト正教会のナクーラ・バスリー・ナクーラ(en)（"アラン・ロバーツ"の偽名も使用）で、予算は彼のエジプトに住む家族によって賄われた。
ナクーラは幾つもの詐欺、盗んだ他人の身分証明書と社会保障番号で複数の口座を開設した既決重罪犯で、刑務所で収監中にこの映画の台本を書いた。イスラム教を侮辱する内容だとして、2012年9月11日のエジプトのカイロでの米国大使館の襲撃と、リビアのベンガジの米国領事館の大使館職員の車に対するロケット弾攻撃で大使のクリストファー・スティーブンスを含む米国の外交官少なくとも4人が死亡する2012年アメリカ在外公館襲撃事件の引き金となった映画である。

## 制作者
当初、この自主映画は「イスラエルのユダヤ人」を名乗る56歳の不動産開発業者"サム・バシル"によって制作・監督されたと報道された。
その"バシル"によると、彼はイスラム教の"偽善"と呼ぶべきものに注意を促すために映画を製作した。
"バシル"の主張によれば、彼は映画の資金調達のために100人以上のユダヤ人の寄付者から500万ドルを調達した。
しかしハリウッド・リポーターは、これはアマチュア作品のような出来栄えだとしてこの主張に疑念を投げかけていた。
イスラエル政府の発表によると、イスラエルの市民権を持つ50歳前後でカリフォルニアに住んでいて不動産の資格を有したり映画産業と関わりのある"バシル"なる人物は存在しないことが判明している。
イスラエル外務省報道官は米紙に"サム・バシル"を知る者は誰もいないとし、多くの米メディアは監督の自己紹介の信ぴょう性を疑問視。AP通信は9月12日、米捜査当局が"ナクーラ・バスリー・ナクーラ"(en)という55歳のキリスト教コプト教徒を監督と特定したと報じた。彼はエジプト生まれでアメリカに移民し市民権を得ているが、詐欺罪などで司法当局の保護観察中で、過去に何度も脱税などの問題を起こしている。
当局によると、ナクーラは息子の Abanob Basseley と一緒に映画の資金調達のためにエジプトに住む、彼の妻の家族から $50,000～$60,000 を集めたと警察に話した。
ロサンゼルス連邦裁判所の記録によると、同氏は偽名でクレジットカードを造り銀行口座を開設し、偽小切手を振り込んで資金を引き出した3件の容疑で2009年に逮捕された。うち1件について有罪を認め、1年9カ月間収監され、2011年6月に5年間の保護観察付きで釈放された。保護観察期間中は保護観察官の承認がなければオンラインにアクセスできないことになっている。
9月15日、問題の映像をネットに掲載した可能性により保護観察の担当官が男性から事情を聴くため、顔に白いタオルを巻いて隠し、警察官に付き添われてロサンゼルス郊外の自宅から連行された。
11月7日、米ロサンゼルスの連邦裁判所が保護観察処分違反の罪で禁錮1年の有罪判決とした。YouTubeに投稿した今回の動画の制作が保護観察規則違反に当たる疑いがあるとして9月に逮捕されていた。
11月28日、エジプトの裁判所がマーク・バスリ・ユセフ（別称ナクラ・バスリ・ナクラ）らキリスト教徒7人に対し、欠席裁判で死刑判決を言い渡した。

## プロット
映画の最初は現在のエジプトでイスラム教徒がキリスト教徒の家々を略奪・放火しているのをエジプトの治安部隊が何も制止せずに見守っている場面から始まる。なぜこのような事が起きるのかと問われ、次の場面でムハンマドの時代にまで遡って理由が示される。映画にはムハンマドの妻ハディージャ・ビント・フワイリドが旧約聖書と新約聖書の節を混ぜ合わせて作り出した偽りの聖典がコーランであり、このようにイスラム教が成立したかのような描写もある。ムハンマドの追随者は"残酷で富に飢え、女性や子供たちの殺戮に熱中している凶暴な殺人者"として描かれている。予告編の映像では、学校の時代劇のような衣装を身に着けたムハンマドは「この動物が最初のイスラム教徒となる」と雄のロバを指して語り、このシーンがエジプトの Al-Nas で放送された、ムハンマドは"ロバと常軌を逸した同性愛的で一方的な会話"をしていると報道している。他にも仲間たちに戦闘で略奪した子供や女性たちをレイプして良いと告げるシーンもある。最後にグレープジュースで"血まみれ"になった剣と衣装を帯びた彼は「イスラム教徒でない者は全て異端者だ！」と叫び火の玉に包まれる
。

## 初演

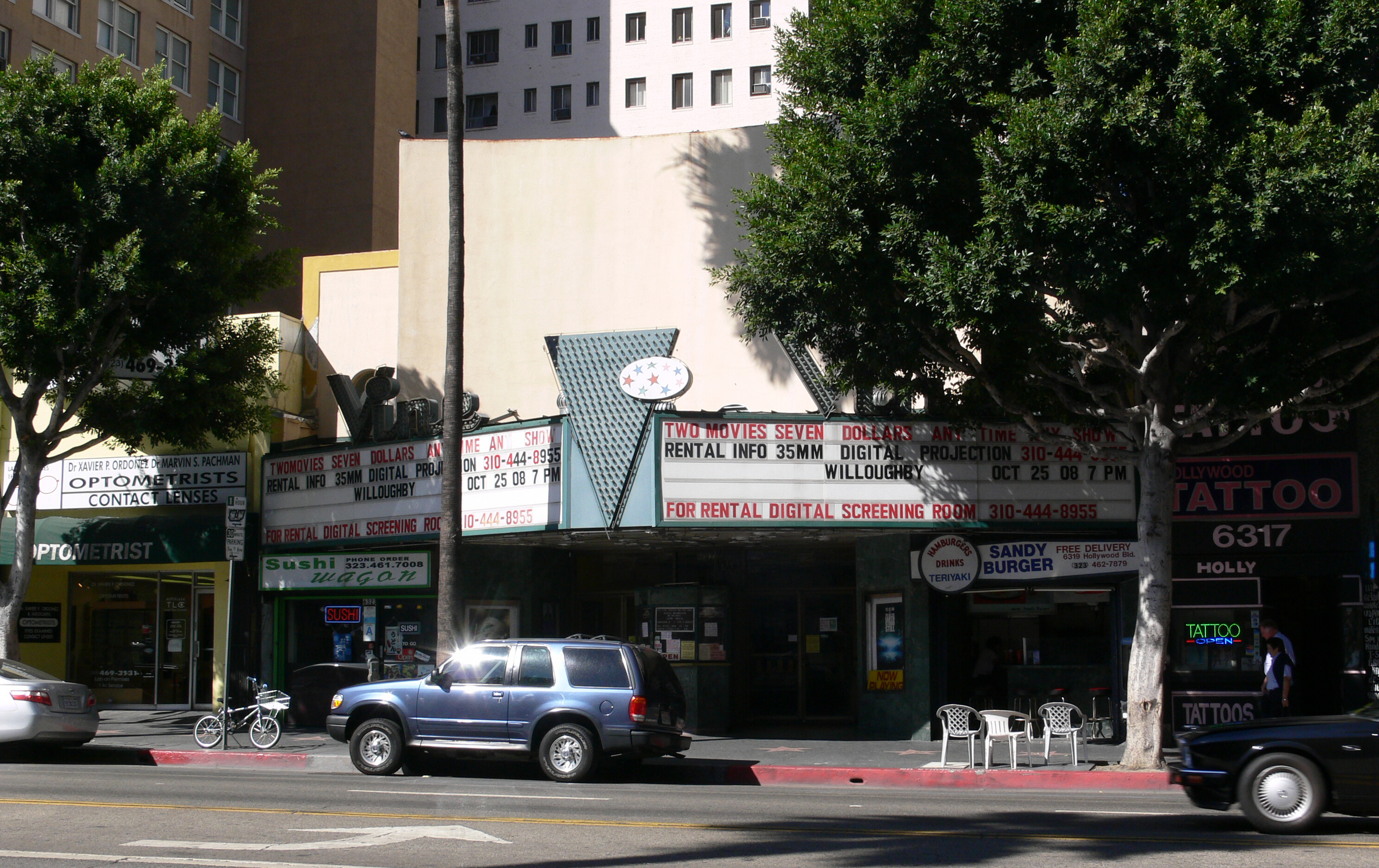
最初にフィルムが上映されたハリウッド大通りにあるヴァイン・シアター

6月23日に、映画はハリウッド大通り沿いにあるプライベートな上映のための貸しスペースであるヴァイン・シアターで、10人に満たない観客の前で『イノセンス・オブ・ビン・ラーディン』というタイトルの下に、一度上映された。観客の1人によると「最悪な演技の映画だった」「あの映画は反イスラムを暗示させる所は無かったし預言者ムハンマドを連想させる箇所も記憶に無い」との事であったが、しかしながら、彼は映画を最後まで見ていなかった。
ヴァイン・シアターに掲示された『イノセンス・オブ・ビン・ラーディン』の映画ポスターにはアラビア語で「我がイスラムの兄弟よ、あなたは真のテロリストを初めて目撃することになる。パレスチナの子供たちを、そしてイラクとアフガニスタンで私たちの兄弟たちを殺したテロリストを」と書かれていた。

## 予告編のYouTube公開
2012年7月1日にまず13分02秒の予告編が、7月2日には13分50秒バージョンの予告編が(タイトルは7月1日の物とは異なっている)"サム・バシル"という名前のユーザーによりYouTubeに投稿された。
9月までに映画はアラビア語に吹き替えされ、コプト教徒のブロガーによりアラブ世界で注目を引いた。イスラム教徒の指導者は映画におけるムハンマドの描写を批判している。
デイリー・テレグラフ紙は、映画はムハンマドが小児性愛と同性愛者の擁護者で、性行為のシーンも描いていると報道している。
予告編では、ムハンマドを演じる俳優はロバを"最初のイスラム教徒の動物"と呼んだ。

## プロモーション
映画はフロリダ州の牧師テリー・ジョーンズ(en)によって宣伝された。ジョーンズは過去にも、コーラン焼却のパフォーマンスなど物議を醸す運動を行っており、これが世界中で死者を出す暴動にもつながったとメディアは報道している。ジョーンズは2012年9月11日に、彼が主宰するフロリダ州ゲインズビルの教会ダヴ・ワールド・アウトリーチ・センター(en)で13分の予告編を上映するように計画していると述べた。"これはアメリカ製の映画で、イスラム教徒を攻撃する意図は無いが、イスラムの破壊的なイデオロギーを示すためのものである"と彼は声明で述べた。"さらにこの映画は風刺的な方法でムハンマドの生活を描いていることを明らかにした"とも述べた。
この映像の存在は、ワシントンに住むキリスト教コプト派のエジプト人であるモリス・サデクが世に広めた。同氏は9月6日、世界中の数百人のジャーナリスト宛てにテリー・ジョーンズ牧師が9月11日に開催するイベントを紹介する電子メールを送った。その際、YouTubeの「イノセンス・オブ・ムスリムズ」へのリンクを張った。エジプトのジャーナリストが映像の一部にアラビア語の翻訳を付け全国放送のテレビで放映したためエジプト中に広がり、それをきっかけに抗議デモが起きた。

## 反響

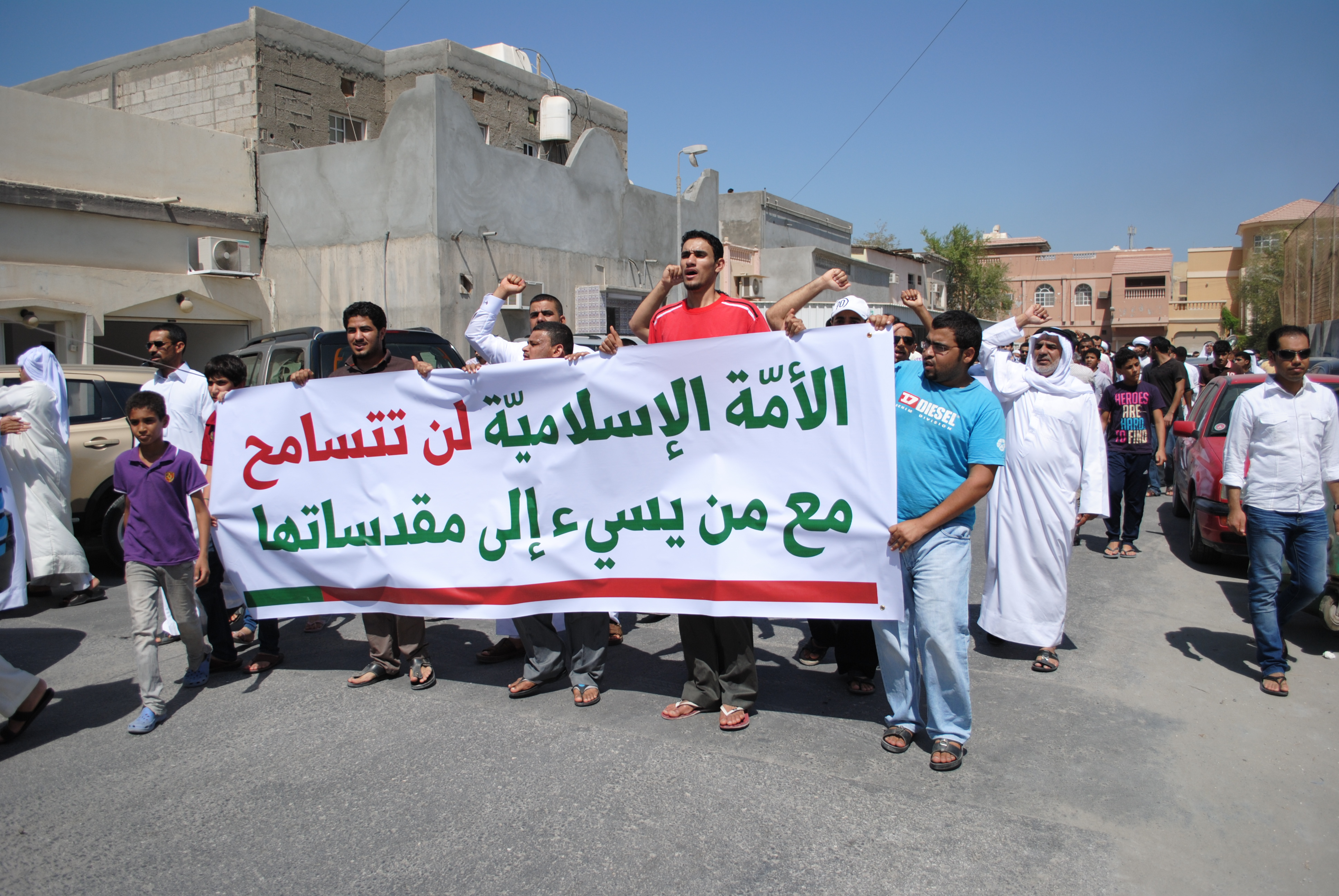
バーレーンでの抗議活動

カイロの新聞によると、映画はエジプトの政党の指導者により非難され同日、9月8日にアラビア語に吹き替えられた2分の抜粋がエジプトのテレビ局Al-NASで放送された。
9月11日には"サム・バシル"というアカウントのYouTubeユーザーが、Al-NASの放送がアップロードされた動画に対し、エジプト方言のアラビア語で「愚か者たち、これは100%アメリカの映画だ」とコメントを書いていた。
2012年アメリカ在外公館襲撃事件を受け、関係者は9月12日、映画の意図や目的について大きく異なる説明を受けていたとしてプロデューサーを非難する声明を出した。2011年7月に雑誌などで行われた出演者募集では『砂漠の戦士』(Desert Warrior) とされ「アラブの砂漠を舞台にした歴史冒険映画」との説明がなされていた。当初の脚本ではイスラム教やムハンマドは関係なく、撮影中には「ジョージ」と呼ばれていたキャラクターが別人の声でムハンマドと吹き替えて呼ばれ、同様にイスラムを冒涜するシーンでも声が突然変わるなど撮影後に台詞が改ざんされている
。
義母を演じたシンディー・リー・ガルシアは映画プロデューサーを訴え、またYouTubeに対しても動画の削除を求めて訴状を提出した。

### リビアの米国外交使節団への攻撃
アラビア語版の映画はアラブ世界での一連の米大使館攻撃につながった。カイロとベンガジの両大使館が攻撃され、ベンガジの攻撃では大使のクリストファー・スティーブンスを含む4人の米国人の死に至った。"バシル"は大使の死を残念に思うと言いつつも、領事館の警備体制が悪いと非難した。
アフガニスタンでは、YouTubeを遮断することを決めた。 ハーミド・カルザイ 大統領は、映画の制作者は"悪魔の行為"を犯したと語った。バシルは、現在の状況が彼に危害を加える口実として使用されることを恐れて身を隠してしまった。しかし彼は映画を擁護し続けている。
Google は YouTube 動画を削除しない方針である。
エジプトのムハンマド・ムルシー大統領は9月12日に、映像の背後にいる"狂人"を訴追するように米国政府に促す一方、「私有・公有の財産や外国の外交使節・公館を攻撃することは許されない」と自国の米国大使館に対する暴力的な行為を批判し、抗議運動は平和的に行うよう求めた。
クリントン米国務長官は9月13日、「このビデオは嫌悪感を抱かせ、非難されるべきものだ」「米政府とは無関係であり、その内容とメッセージは全く認められない」と述べた。
ロサンゼルスのコプト正教会教区の司教セラピオーンは声明で「この映画の製作者は自分の行動に責任を持つべきだ。私たちの祝福された教区民の名が下心を持つ個人の行動と関連付けられるべきではない」と述べた。
パン・ギムン国際連合事務総長は9月14日、外交官殺害事件を非難し抗議デモの参加者たちに自制を求める一方、映画について「憎しみに満ちた、胸が悪くなるような映像だ。意図的に中傷と流血を誘おうとしており、表現の自由を悪用した恥ずべき行為だ」と強く非難した。
外務省からは「預言者ムハンマドを侮辱する映画に対する抗議デモ等に関する注意喚起」として2件の広域情報が出されている。

### 暴動の背景
偶像崇拝を禁じるイスラム教では、多くの宗派で伝統的に預言者ムハンマドを視覚的に描写する事は禁じている。コーランは明示的にムハンマドの描写を禁止しているわけではないものの、いくつかのハディースは明示的に禁止している。過去にもムハンマドを描写したために集団抗議と暴力に発展している。1976の映画 Mohammad, Messenger of God (『神の使徒ムハンマド』)は、実際にムハンマドを見せていないにもかかわらず、銃で武装したアフリカ系アメリカ人のグループが149人の人質を取りフィルムの破棄を要求した。2005年にデンマークの新聞ユランズ・ポステンに掲載されたムハンマド風刺漫画掲載問題も集団抗議やテロ攻撃をもたらした。9.11同時多発テロと西洋世界におけるイスラム教徒人口の増加により、反イスラム教徒感情が高まり、アメリカ人やヨーロッパ人による様々な反イスラムの行動は、引き続く大規模なイスラム教徒の抗議と暴力を引き起こしている。このような事件は以前にも、映画 Submission制作と、それに引き続くテオ・ファン・ゴッホ監督の殺害や、牧師テリー・ジョーンズによるコーラン焼却後に広まった暴力が含まれている。